# Långtjärnen (Grythyttans socken, Västmanland, 660065-143066)
Långtjärnen är en sjö i Hällefors kommun i Västmanland och ingår i Göta älvs huvudavrinningsområde.